# Talijanski nogometni savez
Talijanski nogometni savez ili (tal. Federazione Italiana Giuoco Calcio, FIGC) je vrhovno nogometno tijelo u Italiji. Ono upravlja svim nogometnim natjecanjima, a to uključuje Serie A, Serie B, Serie C1, Serie C2, Coppa Italia, Supercoppa Italiana, te mušku i žensku talijansku nogometnu reprezentaciju.
Sjedište saveza je u glavnom gradu, Rimu. Bio je osnivač vrhovnih nogometnih tijela FIFA-e i UEFA-e.
Između 1964., i 1980. stranim igračima bilo je zabranjeno igrati u talijanskim nogometnim ligama, jer je FIGC nastojao obnoviti svoju nacionalnu  reprezentaciju.
Najgori skandal u povijesti Serie A dogodio se 2006., kada su zbog namještanja utakmica kažnjeni talijanski klubovi, a najgore je prošao Juventus F.C., koji je izbačen u Serie B, dok su ostali klubovi ACF Fiorentina, SS Lazio, Reggina Calcio, kažnjeni oduzimanjem bodova.
| Europski nogometni savezi (UEFA) | Europski nogometni savezi (UEFA) |
| --- | -------------------------------- |
| |                                  |
| Albanija • Andora • Armenija • Austrija • Azerbajdžan • Belgija • Bjelorusija • BiH • Bugarska • Cipar • Crna Gora • Češka • Danska • Engleska • Estonija • Finska • Farskih Otoka • Francuska • Gibraltar • Grčka • Gruzija • Hrvatska • Irska • Island • Italija • Izrael • Kazahstan • Kosovo • Latvija • Lihtenštajn • Litva • Luksemburg • Mađarska • Malta • Moldova • Nizozemska • Norveška • Njemačka • Poljska • Portugal • Rumunjska • Rusija • San Marino • Srbija • Sjeverna Irska • Sjeverna Makedonija • Slovačka • Slovenija • Škotska • Španjolska • Švedska • Švicarska • Turska • Ukrajina • Wales |                                  |
| |                                  |
| Bivše članice ČSSR • Jugoslavija • DR Njemačka • SR Njemačka • SiCG • SSSR |                                  |
| Bivše članice |                                  |
| |                                  |
| ČSSR • Jugoslavija • DR Njemačka • SR Njemačka • SiCG • SSSR |                                  |

| Bivše članice                                                |
|                                                              |
| ČSSR • Jugoslavija • DR Njemačka • SR Njemačka • SiCG • SSSR |

| Europski nogometni savezi (UEFA) | Europski nogometni savezi (UEFA) |
| --- | -------------------------------- |
| |                                  |
| Albanija • Andora • Armenija • Austrija • Azerbajdžan • Belgija • Bjelorusija • BiH • Bugarska • Cipar • Crna Gora • Češka • Danska • Engleska • Estonija • Finska • Farskih Otoka • Francuska • Gibraltar • Grčka • Gruzija • Hrvatska • Irska • Island • Italija • Izrael • Kazahstan • Kosovo • Latvija • Lihtenštajn • Litva • Luksemburg • Mađarska • Malta • Moldova • Nizozemska • Norveška • Njemačka • Poljska • Portugal • Rumunjska • Rusija • San Marino • Srbija • Sjeverna Irska • Sjeverna Makedonija • Slovačka • Slovenija • Škotska • Španjolska • Švedska • Švicarska • Turska • Ukrajina • Wales |                                  |
| |                                  |
| Bivše članice ČSSR • Jugoslavija • DR Njemačka • SR Njemačka • SiCG • SSSR |                                  |
| Bivše članice |                                  |
| |                                  |
| ČSSR • Jugoslavija • DR Njemačka • SR Njemačka • SiCG • SSSR |                                  |

| Bivše članice                                                |
|                                                              |
| ČSSR • Jugoslavija • DR Njemačka • SR Njemačka • SiCG • SSSR |

| Nogomet u Italiji                | Nogomet u Italiji                                                                                     |
| -------------------------------- | --- |
|                                  | |
| Talijanski nogometni savez       | |
|                                  | |
| Reprezentacije                   | Reprezentacija • U-21                                                                                 |
|                                  | |
| Ligaška natjecanja               | Serie A • Serie B • Serie C1 (2 divizije) • Serie C2 (3 divizije) • Serie D (9 divizija)              |
|                                  | |
| Kup natjecanja                   | Coppa Italia • Supercoppa Italiana • Coppa Italia Serie C • Supercoppa Serie C1 • Supercoppa Serie C2 |
|                                  | |
| Popis klubova • Popis nogometaša | |

| Nogomet u Italiji                | Nogomet u Italiji                                                                                     |
| -------------------------------- | --- |
|                                  | |
| Talijanski nogometni savez       | |
|                                  | |
| Reprezentacije                   | Reprezentacija • U-21                                                                                 |
|                                  | |
| Ligaška natjecanja               | Serie A • Serie B • Serie C1 (2 divizije) • Serie C2 (3 divizije) • Serie D (9 divizija)              |
|                                  | |
| Kup natjecanja                   | Coppa Italia • Supercoppa Italiana • Coppa Italia Serie C • Supercoppa Serie C1 • Supercoppa Serie C2 |
|                                  | |
| Popis klubova • Popis nogometaša | |